# SN 2003F
SN 2003F – supernowa typu Ia odkryta 8 stycznia 2003 roku w galaktyce UGC 3261. W momencie odkrycia miała maksymalną jasność 16,70m.